# Doelschop

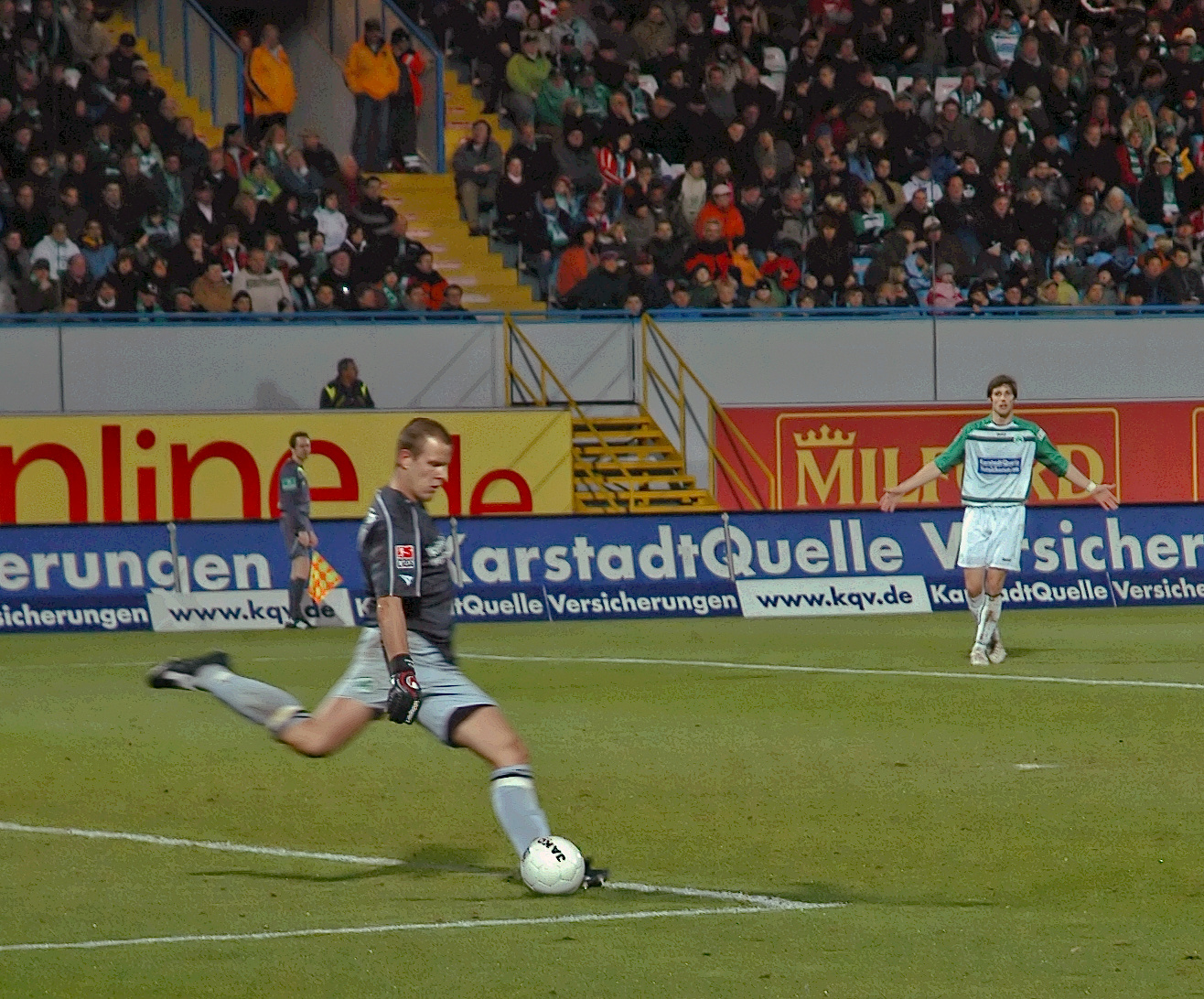
Doelschop

Een doelschop of doeltrap bij voetbal is een voorgeschreven manier om het spel te hervatten. De doelschop wordt gewoonlijk genomen door de doelverdediger, die daarom een goede traptechniek moet hebben. 
Een doelschop wordt aan de verdedigende partij toegekend wanneer de bal geheel over de doellijn (derhalve in het doel) is gegaan nadat hij voor het laatst is aangeraakt door een speler van de aanvallende partij vanuit een situatie waarin de spelregels niet toestaan dat een aanvallend doelpunt rechtstreeks wordt gescoord. Dit zijn:
- een indirecte vrije schop,
- een inworp,
- een scheidsrechtersbal,
- een bal die door de aanvallende doelverdediger vanuit zijn/haar eigen strafschopgebied wordt gegooid.

## Regels
- Bij een doelschop moet de bal binnen het doelgebied liggen.
- De bal moet getrapt worden door een speler van de verdedigende ploeg, vaak de doelverdediger.
- De doelschopnemer mag de bal pas opnieuw raken als die door een andere speler is geraakt.
- De tegenstanders blijven buiten het strafschopgebied tot de bal in het spel is.
- Na een doelschop is de bal in het spel als hij duidelijk beweegt; sinds 2019 hoeft de bal daarvoor niet buiten het strafschopgebied te zijn.[1]
- Als de bal uit een doelschop in het vijandelijke doel komt is het doelpunt geldig.
- Bij een doelschop is de buitenspelregel niet van toepassing.

## Overtredingen en straffen
Het opnieuw raken als de bal beweegt of bewogen heeft, geldt als overtreding, die voor de doelverdediger anders bestraft wordt dan voor veldspelers. De tegenpartij mag dan de bal als volgt nemen: 
- Niet met de handen geraakt: indirecte vrije schop op de plaats van de overtreding.
- Met de handen geraakt buiten het strafschopgebied: directe vrije schop op de plaats van de overtreding.
- Met de handen geraakt binnen het strafschopgebied: strafschop als de overtreding gemaakt is door een veldspeler, indirecte vrije schop als het de doelverdediger is.